# 21-cm-Mörser 18
Der 21-cm-Mörser 18 war ein Mörser der deutschen Wehrmacht im Zweiten Weltkrieg.

## Entwicklung und Produktion
Das Geschütz wurde ab 1933 durch Krupp in Essen entwickelt und 1939 in Dienst gestellt. Der Herstellungspreis des Geschützes betrug 118.000 RM.

## Beschreibung

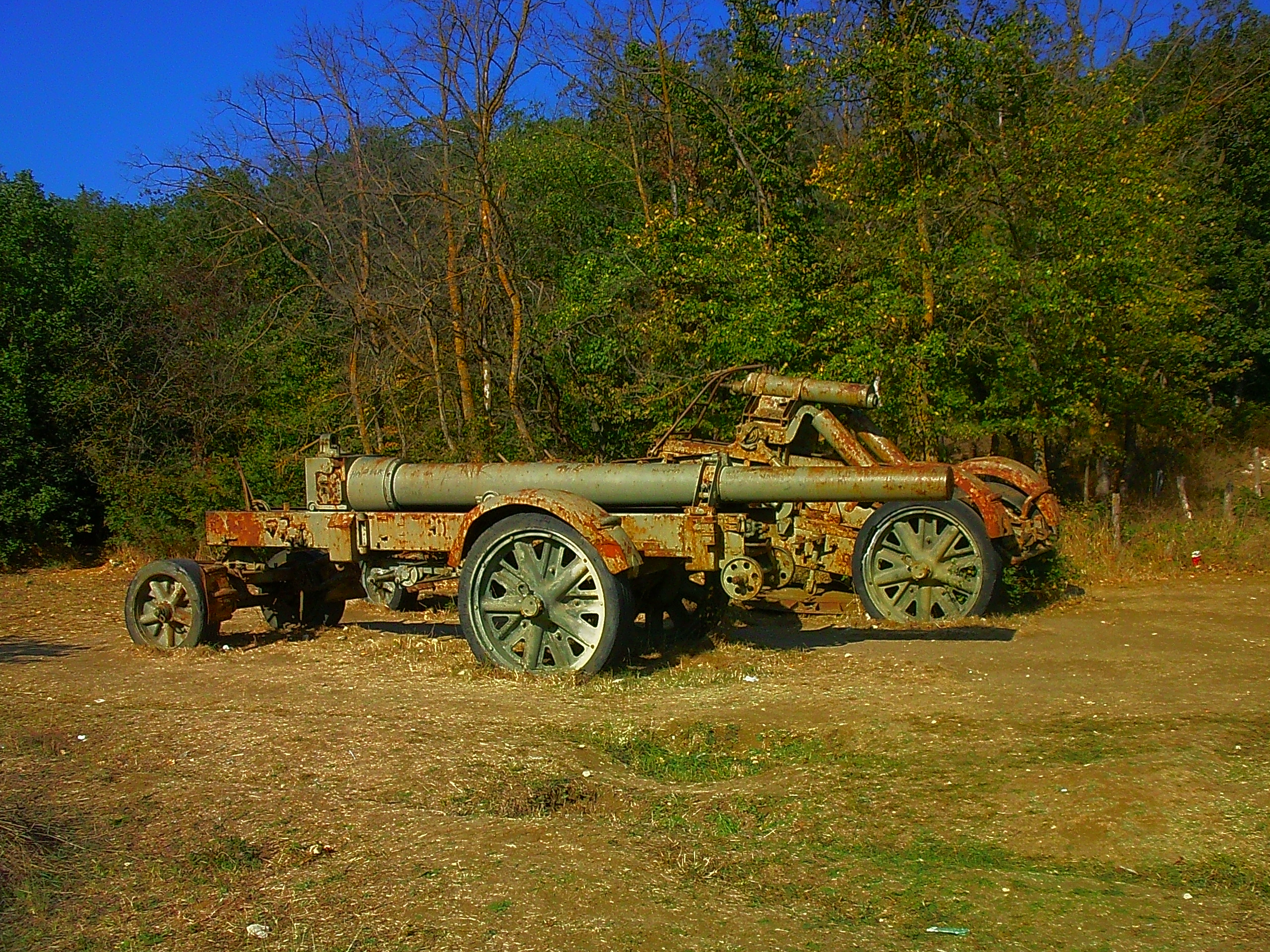
Die beiden Teillasten des 21-cm-Mörsers 18 in Fahrstellung

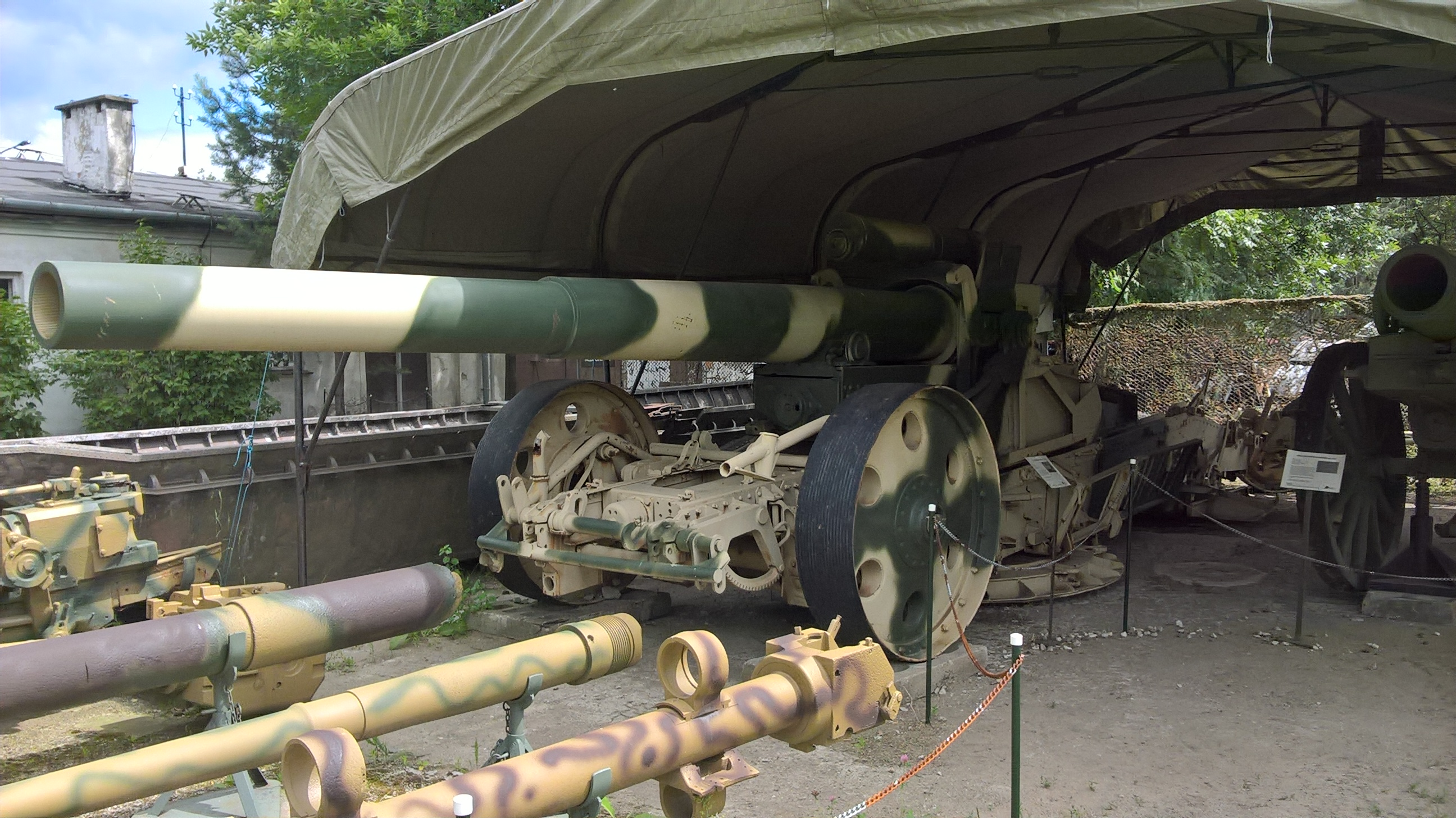
21-cm-Mörser 18 im Museum der polnischen Militärtechnik

Der 21-cm-Mörser 18 war unkonventionell. Er konnte wie eine Haubitze sowohl als Steil- wie auch als Flachfeuerwaffe wirken (alle deutschen Haubitzen mit über 20 cm Kaliber hießen – wie schon im Ersten Weltkrieg – bis 1945 grundsätzlich „Mörser“). Der Mörser hatte einen doppelten Rohrrücklaufmechanismus, sowohl das Geschützrohr als auch die Oberlafette verfügten über separate Rücklaufeinrichtungen. Somit wurde alle Rückstoßenergie absorbiert und es erfolgte praktisch keine Relativbewegung der Lafette zum Boden. Dies erhöhte die Treffgenauigkeit. Das auf der Grundplatte mittels dreier mit Rollen versehenen Zwischenstücke gelagerte Geschütz ließ sich um den Drehzapfen im Mittelpunkt auch weitaus effektiver schwenken, was durch einen einzigen Bediener erfolgen konnte. Nachdem ab 1941 in der Heeresartillerie die 17-cm-Kanone 18 eingeführt wurde, die die gleiche Lafette wie der Mörser hatte, stellte sich deren Munition als nur geringfügig weniger wirksam als die des Mörsers heraus, bei einer Reichweite von etwa 29,6 km im Vergleich zu 16,7 km beim Mörser. Somit erhielt die Kanone 1942 kurzzeitig den Vorrang, ab 1943 wurden aber wieder mehr Mörser als Kanonen gebaut: 27 Mörser waren bis zum Kriegsausbruch 1939 geliefert worden, 58 folgten bis zum Jahresende, 275 Stück 1940, 167 Stück 1941, 1942 keines, 100 Stück 1943. 103 Stück 1944 und 8 Stück 1945. Aufgrund seines hohen Gewichtes von 22.700 kg in Fahrstellung wurde das Geschütz in zwei Teillasten transportiert, wobei üblicherweise 12to-Halbkettenzugmaschinen Sd.Kfz. 8 verwendet wurden. Über ein System von Winden und Rampen wurde das Geschütz in Feuerstellung (Gewicht dann 16.700 kg) gebracht. Über kurze Entfernungen war es möglich, das Geschütz in Feuerstellung als Gesamtlast mit einem schweren Halbkettenfahrzeug zu bewegen.

## Munition
Neben normaler hochexplosiver Munition bestand die Möglichkeit, betonbrechende Granaten zu verschießen. Die Splitterwirkung der Sprenggranate betrug 10 Meter nach vorn und 40 Meter nach den Seiten. Bei direkten Treffern konnten sechs Meter Erddeckung, ein Meter Mauerwerk oder ein Meter Betondecke durchschlagen werden.

## Einsatz
Der 21-cm-Mörser 18 wurde in den schweren Artillerie-Abteilungen zur Schwerpunktbildung eingesetzt. Diese hatten je drei Batterien mit je drei Mörsern in ihren Reihen, 1940 waren dies: II./109, III./109, II./115, 615, 616, 635, 636, 637, 732, 733, 735, 736, 777, 816, 817, bis zum Beginn des Russlandfeldzuges kamen vier weitere Abteilungen hinzu.
Als vorübergehende Aushilfe wurden 1940 acht Rohre der 15-cm-Schnelladekanone C/28 in Mörserlafette in die Lafette des 21-cm-Mörser 18 eingelegt und unter der Bezeichnung 15-cm-Kanone in Mörserlafette geführt, weil die 17-cm-Kanone noch nicht serienreif entwickelt war.
Der Südturm der Küstenbatterie Maxim Gorki I in der Stadt Sewastopol auf der Halbinsel Krim wurde in der Schlacht um Sewastopol 1941–1942 durch einen Volltreffer aus einem 21-cm-Mörser ausgeschaltet (die Stromversorgung wurde zerstört).

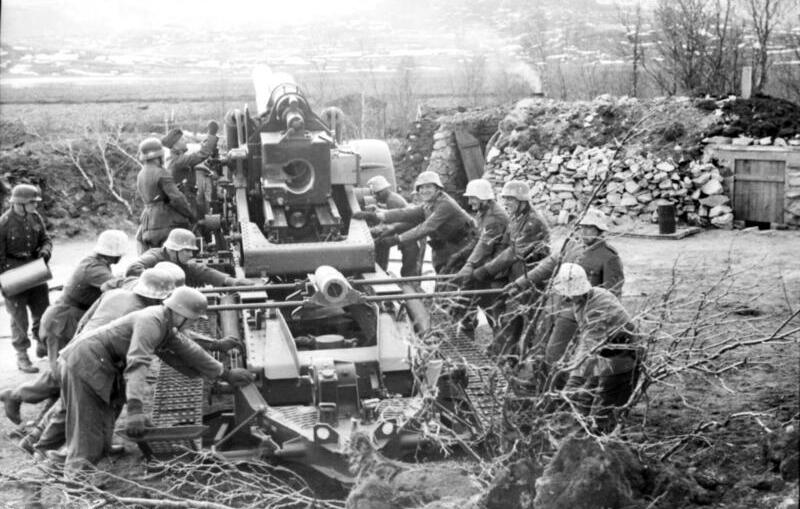
Laden eines 21-cm-Mörser 18
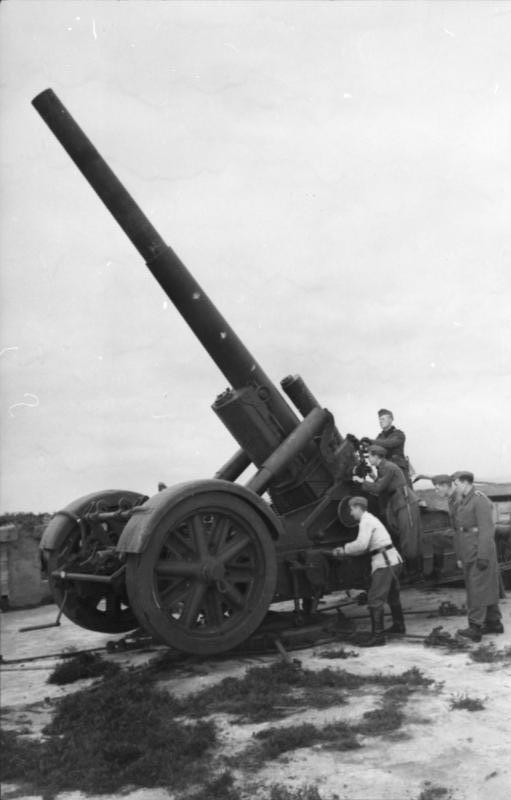
21-cm-Mörser 18 in Feuerstellung
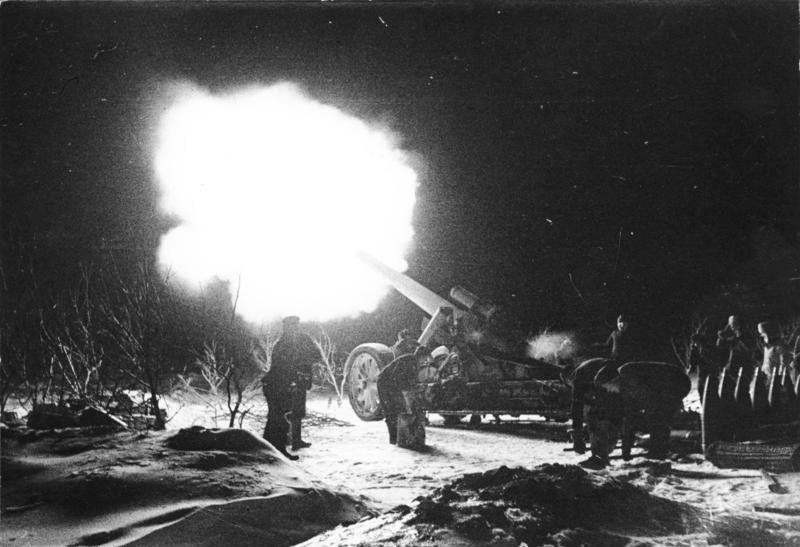
Abfeuern eines 21-cm-Mörser 18